# Antherotoma angustifolia
Antherotoma angustifolia är en tvåhjärtbladig växtart som först beskrevs av Abílio Fernandes och Rosette Mercedes Saraiva Batarda Fernandes, och fick sitt nu gällande namn av Jacq.-fél.. Antherotoma angustifolia ingår i släktet Antherotoma och familjen Melastomataceae. Inga underarter finns listade i Catalogue of Life.